# Эффект Оверхаузера
Эффект Оверхаузера — увеличение поляризации ядерной магнитной системы и, как следствие, ядерного магнитного резонанса при насыщении электронного парамагнитного резонанса. Предсказан в 1953 г. А. Оверхаузером для взаимодействия спиновых систем электронов проводимости и ядер в металлах.

## Общий эффект Оверхаузера
Общим эффектом Оверхаузера (ОЭО) называется явление резкого (в несколько сот раз) увеличения сигнала ЯМР при насыщении ЭПР 
подходящего парамагнитного вещества. Условием возникновения ОЭО является возможность процессов релаксации, в которых происходит одновременное изменение ориентации электронного (e) и ядерного (N) спинов, т.е. {\displaystyle \alpha _{e}\beta _{N}\leftrightarrow \beta _{e}\alpha _{N}} или {\displaystyle \alpha _{e}\alpha _{N}\leftrightarrow \beta _{e}\beta _{N}}. В результате взаимодействия спинов ядра со спинами ансамбля электронов в насыщенном состоянии разность заселённость спиновых состояний и, следовательно, интенсивность сигнала ОЭО увеличится в f раз: {\displaystyle f=(1+{\frac {g\beta }{g_{N}\beta _{N}}})}, где g - безразмерная постоянная, так называемый g-фактор, равный для свободного электрона 2,0023, {\displaystyle \beta } - электронный магнетон Бора, {\displaystyle g_{N},\beta _{N}} - эти же величины для ядра. В действительности усиление линий ЯМР существенно меньше по разным причинам.

## Ядерный эффект Оверхаузера
Ядерным эффектом Оверхаузера (ЯЭО) называется явление резкого изменения интенсивности сигнала ЯМР при взаимодействии спинов разных ядер, например X и Y. Увеличение интенсивности сигнала ядер X при резонансном облучении ядер Y тем сильнее, чем больше вклад магнитного диполь-дипольного взаимодействия ядер X и Y в релаксацию ядер X. Максимально возможное повышение интенсивности сигнала X в условиях полной развязки от ядер Y вычисляется по формуле: {\displaystyle {\frac {I_{2}}{I_{1}}}=1+{\frac {1}{2}}{\frac {\gamma _{X}}{\gamma _{Y}}}}, где I1 и I2 - интенсивности в спектрах монорезонанса и двойного резонанса, {\displaystyle \gamma _{X}} и {\displaystyle \gamma _{Y}} - гиромагнитные отношения ядер X и Y.Чем сильнее взаимодействие ядер X и Y, тем сильнее эффект.

## Применение на практике
Междуатомные расстояния, определяемые по методу ЯЭО часто способны помочь определить трёхмерную структуру молекул. В 2002 г. К. Вютрих получил Нобелевскую премию по химии за «разработку применения ЯМР-спектроскопии для определения трехмерной структуры биологических макромолекул в растворе».